# 颱風玉兔 (2018年)
颱風玉兔（英語：Typhoon Yutu，國際編號：1826，聯合颱風警報中心：WP312018，菲律賓大氣地球物理和天文服務管理局：Rosita）為2018年太平洋颱風季第26個被命名的熱帶氣旋。「玉兔」一名由中國提供，是傳說居於月亮上的兔子。
玉兔在10月24日以頂峰強度橫掃天寧島和塞班島，除聯合颱風警報中心認為玉兔與較早前的飛燕及山竹稍弱外；香港天文台及臺灣中央氣象局則評估玉兔與山竹強度相同，其餘官方氣象部門皆表示玉兔為2018年西北太平洋最強風暴。隨後玉兔的路徑比預期大幅偏西，橫過菲律賓呂宋並移入南海，導致香港天文台及澳門氣象局繼2013年颱風羅莎後，5年以來首次於11月發出熱帶氣旋警告信號，當中香港天文台更是25年來首次在11月需要發出三號信號。玉兔在2020年的第52屆颱風委員會會議中被除名，在次年第53次世界氣象組織颱風委員會會議中通過由「銀杏」取代。

## 氣象歷史

### 初期形成，分歧嚴重
熱帶氣旋康妮在日本海轉化為溫帶氣旋後，西北太平洋在隨後半個月無熱帶氣旋活動。直到10月中下旬，西北太平洋和泰國灣上空均有低壓區發展，其中集結在埃里庫布環礁西南方海域的低壓區沿副熱帶高壓脊南側偏東風向西或西南偏西推進，美國海軍研究實驗室給予熱帶擾動編號97W。此時電腦數值預報模式預計該系統將有所發展及移近關島附近海域，聯合颱風警報中心在20日凌晨對該系統在1日內發展成熱帶氣旋的機會評級為「低」，至下午提升為「中」。因應該系統逐漸整合組織，對流雲帶開始捲入中心，聯合颱風警報中心在凌晨5時將上述1日內成旋的機會評級提升為「高」，同時發佈熱帶氣旋形成警報；日本氣象廳在當日早上8時率先把該系統升格為熱帶低氣壓，至下午3時20分發布烈風警告，表示該系統在隨後1日內有機會加強為熱帶風暴。當日該系統採取西北偏西路徑，掠過波納佩島北面海域。聯合颱風警報中心延至晚上11時，當衛星風場掃描顯示該系統中心附近出現6級風，才將它升格為熱帶低氣壓，給予編號31W。
由於攝氏30度的炎熱海水，以及微弱的垂直風切變和良好的高空輻散，加上該系統所在海域海水潛熱高，令系統吸收大量能量，在22日凌晨迅速而顯着增強，系統上空流出漸呈放射狀。日本氣象廳在凌晨2時15分正式把該系統升格為熱帶風暴，給予國際編號1826，並命名為玉兔。臺灣中央氣象局也在同日凌晨2時將其升格為輕度颱風，中國國家氣象中心和聯合颱風警報中心則分別在同日上午8時和上午11時跟隨。玉兔所在位置海面温度達29度，垂直風切變微弱，高空輻散良好，令發展出中心密集雲團，外圍雲帶也呈放射狀。日本氣象廳和中國國家氣象中心在同日下午8時分別將其升格為強烈熱帶風暴和強熱帶風暴。受惠於附近良好的環境，玉兔在10月23日繼續增強，並吸收海水中的能量，發展出「雲捲風眼」。日本氣象廳、中國國家氣象中心和台灣中央氣象局均在當日早上8時都將其升格為颱風和中度颱風，聯合颱風警報中心也在同日上午11時將其升格為颱風。此時各大機構預報出現分歧，主流預報預測玉兔會在日本以南轉向東北，但亦有少數預報表示玉兔會持續向西移靠近呂宋。

### 爆發增強，掠過天寧島
當天副熱帶高壓脊維持強勢，引導玉兔繼續向西北移動，時速大約20公里。玉兔當日開始爆發增強，並在當日晚上成功打開「針眼」。中國國家氣象中心在10月24日凌晨5時將其升格為強颱風，3小時後更將其升格為超強颱風。臺灣中央氣象局也在同日早上8時將其升格為強烈颱風。聯合颱風警報中心則在同日上午11時將其升格為超級颱風，同時也將其中心風速上調至145節（每小時270公里），代表玉兔是年內第6個達到薩菲爾-辛普森颶風等級中第五級強度的颱風。日本氣象廳也在同日下午5時45分將其中心最高持續風速調高至每小時215公里，超越同年9月颱風山竹之每小時205公里紀錄，成為本年度最強的熱帶氣旋，亦是第7個達到日本氣象廳所評定的「猛烈」級別的颱風。玉兔在當晚8時進入香港天文台責任範圍，天文台將其評定為超強颱風。聯合颱風警報中心在當晚11時將其中心風速上調至155節（每小時285公里）。
玉兔在10月25日繼續受到副熱帶高壓脊的引導，轉向西北偏西移動，時速大約20公里。玉兔當日逐漸靠近馬里亞納群島，並在當晚在天寧島上方掠過。當日晚上，玉兔在馬里亞納群島以西海域出現雙重眼壁，進行眼牆置換，令其中心風力稍微下降，風眼變得模糊不清，據聯合颱風警報中心評估，玉兔晚上8時橫過兩島之際，風眼闊約37公里，接近中心的1分鐘平均風速，高達到巔峰的時速287公里，其後稍為減弱至時速240公里，風眼收窄至27公里闊，下調至薩菲爾-辛普森颶風等級中第四級強度的颱風，臺灣中央氣象局亦在翌日凌晨2時將其降格為中度颱風。10月26日，玉兔完成眼牆置換，風眼變大至直徑近40公里，而臺灣中央氣象局亦在10月27日重新將其升格為強烈颱風，聯合颱風警報中心則在同日凌晨5時將其中心風速上調至140節（每小時260公里），再次成為薩菲爾-辛普森颶風等級中第五級強度的颱風。但主流預報已改為預測玉兔會登陸呂宋並進入南海，已經和最初預測在日本以南甚至在關島以東轉向大相逕庭。

### 持續減弱，橫過呂宋
玉兔在27至28日接連受強垂直風切變影響及乾空氣入侵，強度開始下滑，並受副熱帶高壓脊引導，繼續向西移動至呂宋以東海域。中央氣象局在10月28日晚上8時再次將其降格為中度颱風，聯合颱風警報中心在同日晚11時將其降格為颱風。中國國家氣象中心則在當晚11時將其降格為強颱風，香港天文台在3小時後跟隨。翌日玉兔轉向西南偏西移動，繼續靠近呂宋。10月30日凌晨，玉兔在菲律賓伊莎貝拉省迪納皮格登陸。香港天文台及中國國家氣象中心在同日下午12時半及2時再將其降格為颱風，日本氣象廳更在此時已把玉兔降格為強烈熱帶風暴，而國家氣象中心亦在3小時後將其降格為強熱帶風暴。玉兔在當日下午離開呂宋，進入南海。

### 南海轉向，強弩之末
受到呂宋地形破壞，玉兔的組織嚴重受損，中心密集雲團變得鬆散，衞星雲圖上可見其結構已大不如前，聯合颱風警報中心率先在同日晚上11時將其降格為熱帶風暴，日本氣象廳則在翌日上午8時跟隨，然而香港天文台延至31日凌晨3時半才把玉兔降為強烈熱帶風暴。移至副熱帶高壓脊西南側的玉兔在31日起採取偏西北路徑，減速到時速12至15公里，橫過南海東北部。玉兔開始依賴南海北部表面水溫攝氏28度、垂直風切變微弱、極地方向外流極佳的良好環境重組，但由於華南沿岸已受東北季候風盤據，伴隨大量乾空氣和強烈垂直風切變，加上南海北部的海水潛熱低，深處已經冷卻，供應的能量有限，因此各部門皆預料玉兔只會維持強度或稍為重新加強，隨後沿副熱帶高壓脊西側轉向東北時，便會在乾空氣、猛烈風切變和海水能量耗盡的絕境下於南海東北部快速減弱消散。而此預報也確實成真，在11月1日下午玉兔颱風跨越北緯20度之後，即開始原地滯留，原本環繞在系統四周的對流皆被切向東北，中心附近對流亦逐時減弱。香港天文台在當晚9時半將其降格為熱帶風暴，中國國家氣象中心延至翌日凌晨5時才跟隨。
到了11月2日凌晨，玉兔颱風中心已經幾乎沒有深層對流可言。鄰近颱風中心的東沙島測站氣壓亦有快速上升的現象，實測顯示系統已逐漸減弱消亡，多個氣象部門先後將其降格為熱帶低氣壓。聯合颱風警報中心率先在當日凌晨2時降格其為熱帶低氣壓，臺灣中央氣象局、香港天文台和日本氣象廳分別在早上8時、上午11時45分和下午2時45分跟隨。到了該日早上紅外線雲圖上已辨認不出有熱帶氣旋系統存在的跡象，聯合颱風警報中心在當日上午11時對其發出最後警報，香港天文台也在翌日凌晨5時將其降格為低壓區。

### 事後調整
日本氣象廳在12月上旬對玉兔發出報告，修訂中心最低氣壓為900hPa。香港天文台亦在2019年2月發出報告，修訂最高風速為250km/h。聯合颱風警報中心在2019年10月發表的最佳路徑中，將其巔峰下調至150節（約280公里/每小時）。

## 影響

### 马里亚纳群岛
玉兔在10月24日吹襲馬里亞納群島，當晚約11時登陸天寧島，其風眼籠罩整個天寧島和塞班島南部。塞班國際機場在翌日早上仍錄得每小時103哩（每小時166公里）的風速，水浸達6米深。強風吹倒大量屋頂、樹木和電線桿。通訊服務及電力供應受阻，渡輪及航空交通均取消。數人在風暴期間受傷，一名女子更被強風吹垮的建築物壓死。約1500中國遊客因航班取消而被困塞班島，其中包括中國大陸電視劇《七日生》的80名劇組人員以及演員石純子和王伯昭。中國駐洛杉磯總領事館接獲近80個來自塞班島的求助電話，領事館亦與當地政府部門擬定計劃，在航班復飛時盡快撤離中國人民。

### 菲律賓
當地發出之最高風暴信號：三號風暴信號
玉兔在10月30日凌晨登陸呂宋，為當地帶來狂風暴雨，高山省巴拿威及鄰省的土石流奪走8條人命。納托寧一座公共建築被泥石流完全掩埋，31人被困，生死未卜。

### 中國大陸
當地發佈之最高颱風預警信號： 颱風藍色預警信號

#### 廣東
當地發佈之最高颱風預警信號： 颱風黃色預警信號

#### 福建
當地發佈之最高颱風預警信號： 颱風黃色預警信號

### 香港
當地發出之最高熱帶氣旋警告信號： 三號強風信號
香港天文台在10月30日晚上7時15分發出「特別天氣提示」，表示玉兔會轉向北移，會視乎其移動情況在翌晨考慮發出熱帶氣旋警告信號。天文台在31日早上8時40分發出一號戒備信號，當時玉兔集結在香港之東南偏南約670公里。天文台表示，玉兔當日大部份時間將與香港保持超過500公里的距離，一號信號會在日間維持，但受東北季候風及玉兔的共同影響，預料隨後一兩日風力增強。雖然當日下午屬於天文台測風網絡8個參考站的西貢和長洲已先後錄得強風，但是天文台仍於下午4時45分表示午夜前發出三號信號機會不大。與此同時有市民不理天文台呼籲遠離岸邊及停止水上活動，繼續前往大浪灣滑浪，期間發生意外，1人疑被湧浪捲走遇溺喪命。
11月1日玉兔雖轉向北移，但繼續接近，天文台於早上8時45分表示風力會逐漸增強，會在中午12時至下午2時考慮發出三號熱帶氣旋警告信號。天文台在下午12時40分發出三號強風信號，當時玉兔移至香港之東南約360公里。是次為自1993年颱風艾拉後，25年以來首個在11月生效的三號信號。天文台指玉兔繼續靠近廣東東部沿岸，並為該區帶來強風至烈風，三號信號會維持一段時間，除非玉兔採取較接近珠江口的路徑移動，否則發出八號信號的機會不大。當日香港普遍吹偏北風，由於地形屏蔽加上玉兔的雨帶未能接近香港，大部份地區的風力疲弱，只有離岸和高地持續受強風影響，天文台於晚上8時45分表示當風勢轉趨減弱時就會考慮改發一號信號。天文台在11月2日凌晨2時10分改發一號戒備信號，當時玉兔集結在香港之東南偏東約310公里。天文台表示當玉兔對香港威脅解除時會取消所有信號，但提醒市民應繼續遠離岸邊。隨著玉兔進一步減弱，天文台在早上8時10分取消所有熱帶氣旋警告信號，當時玉兔位於香港之東南偏東約300公里。可是取消信號後玉兔突然西折，到當晚8時至11時才最接近香港，在香港之東南約260公里掠過。
玉兔吹襲期間，天文台測風網絡8個參考自動氣象站只有2個錄得強風，而且均僅在首次一號信號生效期間錄得，三號信號不達標。風暴期間，西貢及長洲錄得最高10分鐘平均風速為每小時42及41公里。

### 澳門
當地發出之最高熱帶氣旋信號： 一號風球
地球物理暨氣象局在10月30日晚上發出「特別報告」，表示將於31日清晨至早上發出熱帶氣旋信號。氣象局於10月31日凌晨5時表示，熱帶氣旋玉兔已進入距離澳門800公里範圍，將於稍後時間懸掛一號風球，氣象局預料玉兔將逐漸轉向偏北緩慢移動，大致趨向南海東北部，但受到東北季候風及玉兔共同影響，當日至隨後一兩日澳門風力將會有所增強，氣象局呼籲市民留意最新風暴消息。氣象局於上午10時發出一號風球，當時玉兔集結在澳門之東南約700公里。11月1日晚上7時31分，九澳曾錄得10分鐘平均風力每小時42.1公里，但只維持很短時間，因此氣象局沒有懸掛三號風球。隨著玉兔在11月2日開始減弱和遠離，氣象局在當日早上7時取消所有熱帶氣旋信號，當時玉兔集結在澳門之東南偏東約370公里。可是取消信號後玉兔突然西折，到當晚11時才最接近澳門，在澳門之東南偏東約310公里掠過。

## 熱帶氣旋警告使用紀錄

### 菲律賓
| 菲律賓大氣地球物理和天文服務管理局 風暴信號 | 菲律賓大氣地球物理和天文服務管理局 風暴信號 | 菲律賓大氣地球物理和天文服務管理局 風暴信號 |
| ------------------------------------------- | ------------------------------------------- | ------------------------------------------- |
| 上一熱帶氣旋                                | 一號風暴信號                                | 下一熱帶氣旋                                |
| 颱風山竹                                    | 一號風暴信號                                | 熱帶風暴天兔                                |
| 颱風山竹                                    | 二號風暴信號                                | 熱帶風暴丹娜絲                              |
| 颱風山竹                                    | 三號風暴信號                                | 強烈熱帶風暴海鷗                            |

### 中國大陸
| 国家气象中心 颱風預警信號 | 国家气象中心 颱風預警信號 | 国家气象中心 颱風預警信號 |
| ------------------------- | ------------------------- | ------------------------- |
| 上一熱帶氣旋              | 颱風藍色預警信號          | 下一熱帶氣旋              |
| 超強颱風康妮              | 颱風藍色預警信號          | 熱帶風暴桃芝              |

### 香港
| 香港天文台 熱帶氣旋警告信號 | 香港天文台 熱帶氣旋警告信號 | 香港天文台 熱帶氣旋警告信號 |
| --------------------------- | --------------------------- | --------------------------- |
| 上一熱帶氣旋                | 一號戒備信號                | 下一熱帶氣旋                |
| 超強颱風山竹                | 一號戒備信號                | 熱帶低氣壓木恩              |
| 超強颱風山竹                | 三號強風信號                | 熱帶風暴韋帕                |

### 澳門
| 地球物理暨氣象局 熱帶氣旋信號 | 地球物理暨氣象局 熱帶氣旋信號 | 地球物理暨氣象局 熱帶氣旋信號 |
| ----------------------------- | ----------------------------- | ----------------------------- |
| 上一熱帶氣旋                  | 一號風球                      | 下一熱帶氣旋                  |
| 超強颱風山竹                  | 一號風球                      | 熱帶風暴木恩                  |

## 外部連結
- （日語）日本氣象廳首頁 （页面存档备份，存于）
- （英文）美國聯合颱風警報中心首頁（页面存档备份，存于）
- （简体中文）中國國家氣象中心首頁
- （繁體中文）臺灣中央氣象局首頁（页面存档备份，存于）
- （繁體中文）香港天文台首頁 （页面存档备份，存于）
- （繁體中文）澳門地球物理暨氣象局首頁（页面存档备份，存于）
- （英文）菲律賓大氣地球物理和天文管理局首頁（页面存档备份，存于）